# Ixtapan del Oro
Ixtapan del Oro là một đô thị thuộc bang México, México. Năm 2005, dân số của đô thị này là 6349 người.